# 扎吡唑仑
扎吡唑仑（英语：Zapizolam）是一种吡啶并二氮䓬类药物，是吡啶并三唑并二氮䓬类的苯二氮䓬类似物。它具有类似于苯二氮䓬类衍生物产生的镇静和抗焦虑作用，并已作为设计师药物非法销售。